# Koliformní bakterie

Escherichia coli

Koliformní bakterie jsou gramnegativní nesporulující aerobní až fakultativně anaerobní tyčinky, které zkvašují laktózu na plyny, kyseliny a aldehydy. Tyto bakterie patří do čeledi Enterobacteriaceae.

## Zástupci
- Escherichia coli
- Enterobacter aerogenes
- Citrobacter
- Klebsiella